# Arthur Gervais
Arthur Gervais, né le 28 février 2000 à Villeneuve-d'Ascq, est un demi-fondeur international français, licencié à l'Athlé91. Médaillé de bronze sur 1 500 mètres aux championnats de France d'athlétisme à Albi. En 2022, il devient athlète représentant de l'équipementier New Balance.

## Carrière
À la suite de son titre de champion de France UGSEL de cross-country, il commence l'athlétisme au sein du Villeneuve d'Ascq Fretin Athlétisme au cours de la saison 2016-2017 et rejoint le groupe de demi-fond entraîné par Olivier Rock. Au cours de cette même saison, il participe aux championnats de France U18 à Dreux où il décroche une médaille d'argent sur 2 000 m steeple en 6 min 03 s 45 ainsi que le titre de champion de France sur le 3 000 mètres en 8 min 37 s 94.
En 2018, il obtient sa première sélection en équipe de France lors des championnats d'Europe de cross-country qui se déroulent à Tilbourg aux Pays-Bas. Il se classe à la 24e place d'une course remportée par le prodige norvégien Jakob Ingebrigtsen, l'équipe des junior masculins échoue à la 4e place.
Il poursuit en 2019 en décrochant le titre de champion de France sur 800 mètres en salle à Liévin et en remportant le 1 500 m en salle à l'occasion du match en salle France-Italie, sa première victoire sous le maillot tricolore. Il enchaîne dans la foulée avec les championnats de France de cross-country, sa 5e place chez les juniors lui permet d'être sélectionné aux championnats du monde de cross-country 2019 à Aarhus. Il finit à la 60e place de la course, 14e européen.
Lors du mois de juin, il établit son record personnel sur 1 500 mètres au meeting de Lokeren en 3 min 42 s 11 ce qui constitue la 9e performance française de tous les temps chez les juniors. Logiquement favori aux championnats de France cadets-juniors à Angers, il s'impose sur le 1 500 mètres et valide donc sa sélection pour les championnats d'Europe juniors d'athlétisme 2019 à Borås. Il terminera à la 6e place en finale, malgré une lourde chute lors des séries deux jours plus tôt.
En décembre, il participe pour la deuxième fois dans la catégorie junior aux championnats d'Europe de cross-country cette fois-ci à Lisbonne et se classe à la 23e place. L'équipe de France des juniors masculins échoue une nouvelle fois à la 4e place.
En 2020, il participe pour la première fois aux championnats de France Elite en salle à Liévin et s'empare de la médaille de Bronze sur le 1 500 mètres, sa première médaille nationale chez les seniors. Lors de la saison estivale, il termine à la 6e place de la finale des Championnats de France d'athlétisme et décroche le titre de champion de France chez les espoirs.
En 2021 il continue sur sa lancée et remporte le titre de champion de France espoir du 1 500 m en salle. Malgré un bon début de saison estivale avec un record personnel sur le 1 000 m, il chute lourdement au meeting national de l'est lyonnais ce qui handicapera sa fin de saison et ses chances de participer aux championnats d'Europe.
Dès le début de l'année 2022, Arthur Gervais retrouve son meilleur niveau et bat, le 21 janvier, son record personnel sur 3 000 m au MNIL de Lyon, ceci malgré une chute en tout début de course. Le 4 février à Miramas sur 1 500 m il bat son record personnel en 3 min 41 s 68. Toujours à Miramas, le 26 février, il termine vice-champion de France indoor sur 3 000 mètres.
Le 18 Juin 2023, à Montessons, Arthur Gervais bat son record personnel sur 1 500 mètres et fin juillet, il termine troisième du 1 500 mètres des championnats de France 2023 à Albi. Pour renforcer ses chances de performer et de se qualifier aux Jeux olympiques de Paris 2024, il change de club et se licencie à l'Athlé91. En novembre, il participe aux 5km de Lille et termine premier français en 14'02"

## Vie professionnelle et associative
Titulaire d'un baccalauréat scientifique, il s'oriente tout d'abord vers une licence STAPS en entraînement sportif. En septembre 2021, il décide d'intégrer la classe préparatoire au concours d'entrée à l'ESJ Lille afin de préparer une licence de journalisme. il intègre en 2022 une  licence SES à l'université de Lille.

## Palmarès

### National
| Date | Compétition                         | Épreuve | Lieu    | Résultat | Temps         |
| ---- | ----------------------------------- | ------- | ------- | -------- | ------------- |
| 2023 | Championnats de France Elite        | 1 500 m | Albi    | 3e       | 3 min 40 s 56 |
| 2022 | Championnats de France en salle     | 3 000 m | Miramas | 2        | 8 min 00 s 44 |
| 2021 | Championnats de France U23 en salle | 1 500 m | Miramas | 1er      | 3 min 44 s 21 |
| 2020 | Championnats de France en salle     | 1 500 m | Liévin  | 3e       | 3 min 50 s 37 |
| 2020 | Championnats de France U23          | 1 500 m | Albi    | 1er      | 3 min 43 s 31 |

### Records
| Épreuve     | Épreuve   | Performance   | Lieu        | Date             |
| ----------- | --------- | ------------- | ----------- | ---------------- |
| 800 m       | Plein air | 1 min 49 s 89 | Bondoufle   | 02 août 2020     |
| 800 m       | Salle     | 1 min 50 s 05 | Liévin      | 30 janvier 2021  |
| 1 500 m     | Plein air | 3 min 35 s 22 | Montesson   | 18 Juin 2023     |
| 1 500 m     | Salle     | 3 min 41 s 68 | Miramas     | 4 février 2022   |
| 3 000 m     | Plein air | 7 min 45 s 98 | Trier       | 8 septembre 2023 |
| 3 000 m     | Salle     | 8 min 00 s 44 | Miramas     | 26 février 2022  |
| 5 km route  | Plein air | 13 min 53 s   | Lille       | 03 octobre 2022  |
| 10 km route | Plein air | 29 min 05 s   | Valencienne | 03 Avril 2022    |